# ヨーロッパの鉄道ダイヤ改正

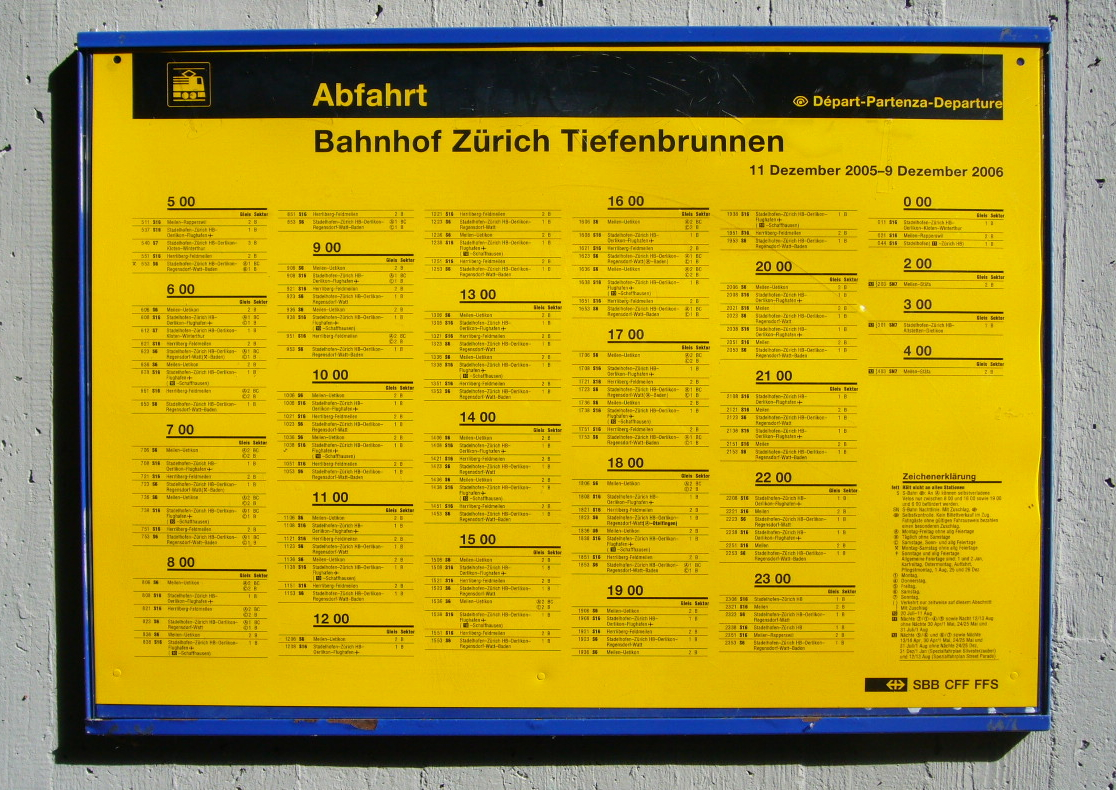
スイスのチューリッヒ・ティーフェンブルネン駅に掲げられていた時刻表。2005年12月11日から2006年12月9日まで有効と記されている。

ヨーロッパの鉄道ダイヤ改正では、ヨーロッパの鉄道におけるダイヤ改正について記述する。
ヨーロッパの鉄道では、ダイヤ改正は多くの国で期日を統一して行われる。2010年現在は毎年12月中旬頃に最も規模の大きな改正があり、6月中旬にそれに次ぐ規模の改正が行われる。12月改正から翌年6月改正までのダイヤを冬ダイヤ(英語: winter timetable, winter schedule, フランス語: horaire d'hiver, service d'hiver, ドイツ語: Winterfahrplan)、6月改正から12月改正までのダイヤを夏ダイヤ(英語: summer timetable, summer schedule, フランス語: horaire d'été, service d'été, ドイツ語: Sommerfahrplan)と呼ぶ。新路線の開業や新型車両の投入なども多くはこの日程に合わせて行われるが、様々な事情によりずれることもある。
国際列車のダイヤ改正について協議するために、1872年から国際時刻表会議（1897年にヨーロッパ時刻表会議に改名、1997年ヨーロッパ列車フォーラムに改組）が定期的に行われている。

## 改正の時期
冬ダイヤへの改正は毎年12月中旬にヨーロッパのほぼ全てで同時に行われる。夏ダイヤへの改正は原則として6月中旬であるが、国により例外がある。ベルギー、オランダ、チェコ、スロバキア、ハンガリー、ルーマニアなどでは国内列車のダイヤ改正は冬のみであり夏改正は行われない。イギリスでは5月下旬、ロシアなど旧ソビエト連邦諸国では5月末にそれぞれ夏ダイヤ改正が行われる。スウェーデンでは6月のほか8月にもダイヤ改正を行う。このほか国によっては冬ダイヤ改正の後1月に小規模なダイヤ改正を行う。
例えば2010年のダイヤ改正日は以下の通り。
- 夏ダイヤ改正[4]
  - 下記以外（夏改正のない国を除く） : 6月13日
  - イギリス（グレートブリテン） : 5月23日
  - ロシア、ベラルーシ、ウクライナ、バルト三国 : 5月30日
  - フィンランド : 6月7日
  - スウェーデン : 6月20日および8月22日
- 冬ダイヤ改正[5]
  - 大部分 : 12月12日
  - スペイン : 12月19日 - 高速新線開業に伴うダイヤ改正

バカンス期などに運転される季節列車の運行期間はこれらのダイヤ改正の間隔より短いこともある。また工事に伴うダイヤの変更もこの日程と無関係に行われることがある。

### 改正日の変遷
2001年頃までは夏ダイヤへの改正は5月末から6月初め、冬ダイヤへの改正は9月末から10月初めであり、冬ダイヤ改正より夏ダイヤ改正の方が規模が大きかった。

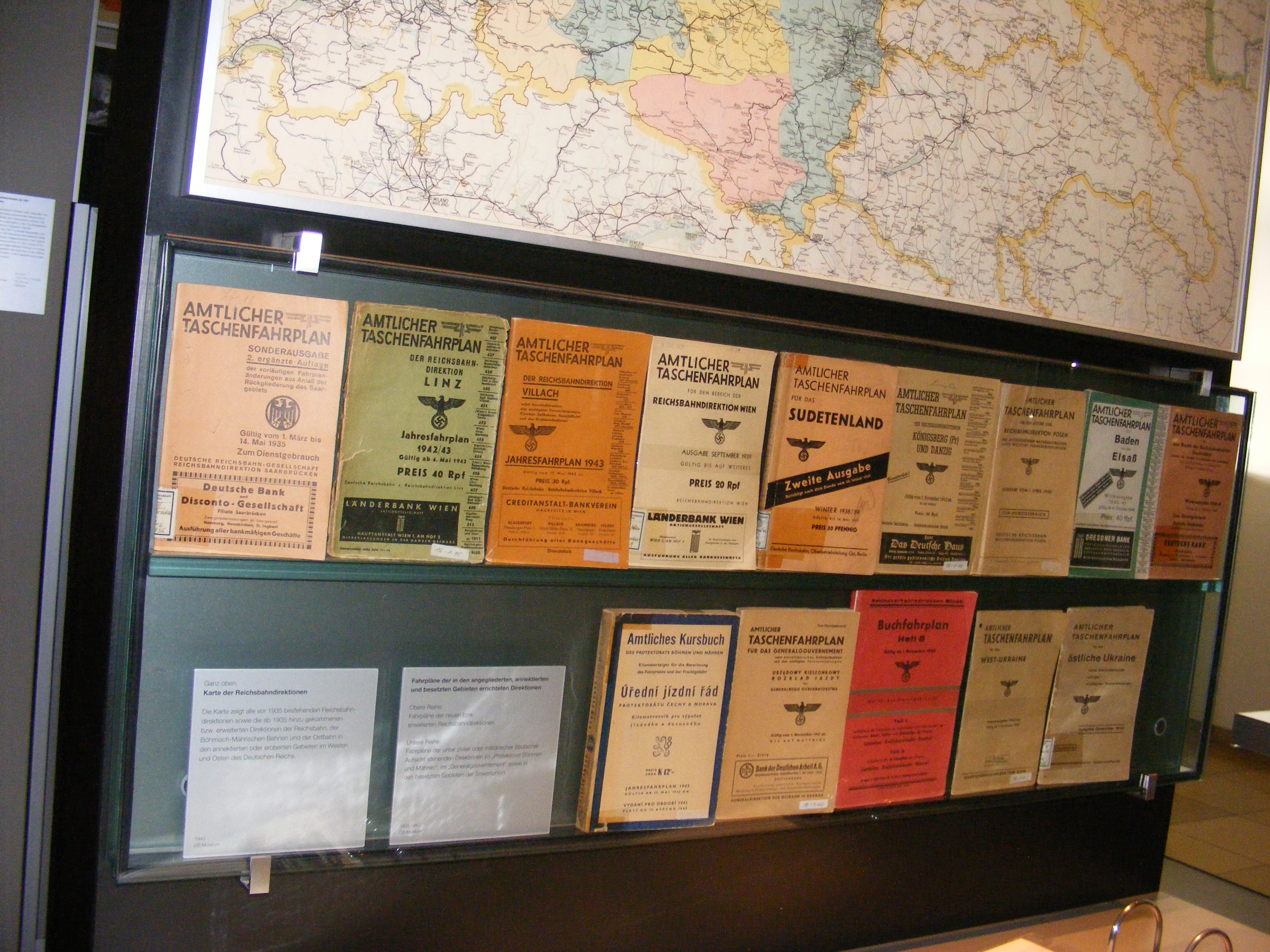
ニュルンベルクのDB博物館に展示されている1930年代から40年代の時刻表

第二次世界大戦前は、ドイツを中心とした大陸ヨーロッパ要部では、夏ダイヤ改正は5月15日、冬ダイヤ改正は10月8日と決まっていた。1937年からこの日程は崩れ、大戦中と戦後の混乱期にはダイヤ改正は不定期となった。
1948年から定期的なダイヤ改正が復活した。1956年からは、夏ダイヤへの改正は6月1日に最も近い日曜日、冬ダイヤ改正は10月1日に最も近い日曜日と定められた。ただしこの規則は必ずしも厳密に適用されず、これより1週間早い日にダイヤ改正が行われた年もある。
フランスでは1998年以降冬ダイヤ改正を11月末から12月初めに行うようになった。そして2002年6月の夏ダイヤ改正は一部の国でしか行われず、同年冬ダイヤ改正はほとんどの国で12月に行われ、これがその年の最大の改正となった。2003年以降もこのパターンが定着した。
2000年代の北ヨーロッパでは冬ダイヤ改正を1月に行う傾向にあったが、スウェーデンとフィンランドでは2007年以降12月にダイヤ改正を行っており、デンマークでも2009年からは12月に改正が行われている。

## ダイヤ改正の一覧
以下では大陸ヨーロッパ要部（ドイツなど）での改正日を太字で記している。列車の運行開始や終了などは改正日から数日ずれることもある。出典は特記ない限りThomas Cook European (Rail) Timetable各号の"What's new this month"による。

### 第二次世界大戦後 - 1980年代
一部のダイヤ改正のみ記載。
| 年     | 季 | 改正日  | 主な内容 |
| ------ | -- | ------- | --- |
| 1957年 | 夏 | 6月2日  | - TEEの運行を開始。 |
| 1961年 | 夏 | 7月1日  | - 最初の電車TEEとして4電化方式のスイス国鉄RAe TEE II形電車を新設3列車に投入 |
| 1965年 | 夏 | 5月30日 | - 西ドイツとフランスで国内列車に対してTEEの種別を用いるようになる。 |
| 1967年 | 夏 | 5月28日 | - （フランス）ル・キャピトールの200km/h運転を開始。 |
| 1969年 | 夏 | 6月1日  | - スペイン国鉄が運営する初のTEEカタランタルゴ号(バルセロナ - ジュネーブ間)が運転開始。 |
| 1970年 | 夏 | 5月31日 | - TEEゲーテ号（パリ - フランクフルト間）運転開始。 |
| 1971年 | 冬 | 9月26日 | - （西ドイツ）4つの系統で2時間間隔のインターシティの運行を開始。 |
| 1972年 | 夏 | 5月28日 | - このダイヤ改正をうけてTEE ライン・マイン号（アムステルダム → ボン、フランクフルト → アムステルダム）がTEEベートーヴェン号に改称。 |
| 1974年 | 夏 | 5月26日 | - TEEメルクール号（コペンハーゲン - ケルン - シュツットガルト間）が運転開始し、デンマークに乗り入れる初のTEEとなる。 - TEEシザルパン号（パリ - ベネチア間）が、従来の電車から機関車牽引の客車に変更。なお、シザルパン号で運用されていた電車は新設のTEEイリス号、既存のTEEエーデルワイス号（両方ともブリュッセル - チューリヒ間）で運用開始される。 - TEEティチーノ号（チューリヒ - ミラノ間）が運転取りやめ。 - （イタリア）イタリア国内TEE3列車が運転開始。アウロラ号（ローマ - レッジョ・ディ・カラブリア間）、セッテベロ号、アンブロシアーノ号（両方ともミラノ - ローマ間）。 |
| 1975年 | 夏 | 6月1日  | - このダイヤ改正をうけてTEEゲーテ号（パリ - フランクフルト間）、TEEアウロラ号（ローマ - レッジョ・ディ・カラブリア間）が運転取りやめ。 - （スイス）チューリヒ - アーラウ間のハイタースベルグトンネル開通。 |
| 1979年 | 夏 | 5月27日 | - （西ドイツ）インターシティが1時間間隔になるとともに、全てのインターシティに二等車を連結。 |
| 1980年 | 夏 | 6月1日  | - 国際列車に対してインターシティの種別を用いるようになる。 |
| 1981年 | 冬 | 9月27日 | - （フランス）LGV南東線部分開業。TGV運行開始（パリ - リヨン、ジュネーヴ間）。 |
| 1983年 | 冬 | 9月25日 | - （フランス）LGV南東線コン・ラ・ヴィル - サンフロランタン間で開業（営業速度270ｋｍに引き上げ）。 |
| 1987年 | 夏 | 5月31日 | - ユーロシティ運行開始。 |
| 1988年 | 冬 | 9月25日 | - 国際TEE全廃。 |
| 1989年 | 冬 | 9月24日 | - （フランス）TGV大西洋線（TGV Atlantique） 営業開始（営業時速３００ｋｍ）。 |

### 1990年代
| 年     | 季 | 改正日   | 主な内容 |
| ------ | -- | -------- | --- |
| 1990年 | 夏 | 5月27日  | - 東西ドイツ間の直通列車を多数新設。 |
| 1990年 | 冬 | 9月30日  | - （フランス）LGV大西洋線南西分岐開業。パリとフランス南西部の間にTGVを運行開始。 |
| 1991年 | 夏 | 6月2日   | - TEE全廃。 - （ドイツ）ICEの運行開始。ハノーファー-ヴュルツブルク高速線全線開業、マンハイム-シュトゥットガルト高速線開業。 - （オーストリア）インターシティを増発。スーパーシティの種別を新設。                                                                                               |
| 1991年 | 冬 | 9月29日  | |
| 1992年 | -  | 4月21日  | - （スペイン）マドリード-セビリア高速線開業。AVEの運行を開始。セビリア万国博覧会に伴う臨時ダイヤ。 |
| 1992年 | 夏 | 5月31日  | - （ドイツ）インターシティ網の改定。旧東ドイツ域にインターシティが本格的に乗り入れる。 |
| 1992年 | 冬 | 9月27日  | - オスロ - ヨーテボリ間でインター・シティ・エクスプレスの運行を開始。 |
| 1992年 | -  | 12月13日 | - （フランス）LGVローヌ・アルプ線第1期区間開業。 |
| 1993年 | 夏 | 5月23日  | - パリ - ブリュッセル間で二等車を含む列車としてTEEが復活。 - スイスにICE乗り入れ。 - 夜行ユーロシティをユーロナイトとして分離。 - チェコを中心に東ヨーロッパでユーロシティを多数新設。 - （フランス）LGV北線部分開業。パリ - リール間などでTGV運行開始。 - （ドイツ）ベルリンにICE乗り入れ。   |
| 1993年 | 冬 | 9月26日  | - （フランス）LGV北線がリールまで開業。 - （ドイツ）一部の簡易寝台車（クシェット車）に女性専用コンパートメントを設定。 |
| 1994年 | 夏 | 5月29日  | - （フランス）LGV東連絡線開業。 - （イタリア）ローマ - ミラノ間のインターシティが1時間間隔に。 |
| 1994年 | 夏 | 7月3日   | - （フランス）LGVローヌ・アルプ線全線開業。 |
| 1994年 | 冬 | 9月25日  | - （フランス）パリから南東フランス方面へのTGVを増発。 - （ドイツ）ベルリン市内の東西連絡線を休止。 |
| 1994年 | -  | 11月14日 | - ユーロスター運行開始。 |
| 1995年 | -  | 1月23日  | - パリ - ブリュッセル間にTGVの運行を開始。 |
| 1995年 | 夏 | 5月28日  | - シティナイトライン運行開始。 - パリ - ブリュッセル間のTEE廃止。 |
| 1995年 | 冬 | 9月24日  | - ゲッサー（デンマーク） - ヴァーネミュンデ（ドイツ）間の鉄道連絡船と同航路経由のベルリン - コペンハーゲン間の列車を廃止。 |
| 1996年 | 夏 | 6月2日   | - パリ - ブリュッセル・アムステルダム間にタリスの運行を開始。 - （ベルギー）ベルギー高速鉄道1号線部分開業。 - （オーストリア）スーパーシティの種別を廃止。国内列車に対しユーロシティの種別を用いる。                                                                                           |
| 1996年 | 冬 | 9月29日  | - チザルピーノ運行開始。 - パリ - ミラノ間のTGV運行開始。 |
| 1997年 | 夏 | 6月1日   | - （イタリア）ユーロスター・イタリアの列車種別を新設。 - （スイス）主要路線で30分間隔のパターンダイヤ化（バーン2000計画の開始）。 - （デンマーク）グレートベルト・リンク開業。 - （ドイツ）ベルリン - ケルン系統のICE（在来線経由）を新設。 - （フランス）パリ-ニース間で夜行TGVの運行を開始。 |
| 1997年 | 冬 | 9月28日  | - パリ - チューリッヒ間にTGVを新設。 |
| 1997年 | 冬 | 12月14日 | - パリ - ブリュッセル - ケルン間のタリスの運行を開始。 - （ベルギー）ベルギー高速鉄道1号線開業。 |
| 1998年 | 夏 | 5月24日  | - オーストリア・ウィーンにICEが乗り入れる。 - （ドイツ）ベルリン市内の東西連絡線が再開業。ベルリン中央駅をベルリン東駅に改称。 |
| 1998年 | 冬 | 9月27日  | - （ドイツ）ハノーファー-ベルリン高速線開業。 |
| 1998年 | 冬 | 11月29日 | - フランスでダイヤ改正。 |
| 1999年 | 夏 | 5月30日  | - 北急行（ケルン - コペンハーゲン間）廃止。 - （ドイツ）フランクフルト空港長距離駅開業。 |
| 1999年 | 冬 | 9月26日  | - イギリス、ベルギー、イタリアなどでダイヤ改正。 |
| 1999年 | 冬 | 11月22日 | - （スイス）フェライナトンネル開業。 |
| 1999年 | 冬 | 11月28日 | - フランスでダイヤ改正 |

### 2000年代
| 年     | 季 | 改正日   | 主な内容 |
| ------ | -- | -------- | --- |
| 2000年 | 夏 | 5月28日  | - （チェコ）プラハ - ブルノ間の主経路がパルドゥビツェ経由に変更される。 |
| 2000年 | 夏 | 7月2日   | - デンマーク・スウェーデン間のオーレスン海峡を鉄道道路併用橋および併用海底トンネルで結ぶオーレスン・リンク開業。この開業で2国間を日中20分、夜間1時間間隔で結ぶローカル列車の運転に加え、スウェーデン国鉄のX2000がコペンハーゲン〜ストックホルム間で直通運転開始。 |
| 2000年 | 冬 | 9月24日  | |
| 2000年 | 冬 | 11月3日  | - （オランダ）アムステルダムにICEが乗り入れる。 |
| 2000年 | 冬 | 12月3日  | - フランスでダイヤ改正。 |
| 2001年 | 夏 | 6月10日  | - オリエント急行がパリ - ウィーン間に短縮されユーロナイトとなる。 - （フランス）LGV地中海線開業。 - （フランス）パリからイタリア方面への夜行列車の発着駅をベルシー駅に変更。                                                                                      |
| 2001年 | 冬 | 9月30日  | |
| 2001年 | 冬 | 12月2日  | - フランスでダイヤ改正。 |
| 2002年 | 夏 | 6月16日  | - オランダ、デンマーク、中央・東ヨーロッパの大部分では夏のダイヤ改正を実施せず。 |
| 2002年 | 冬 | 12月15日 | - ブリュッセルにICE乗り入れ。 - （ベルギー）ベルギー高速鉄道2号線開業。 - （ドイツ）ケルン-ライン＝マイン高速線本格開業。 - （ドイツ）料金体系の改定。 - （オーストリア）オーストリア西部鉄道の改良によるスピードアップ。                                         |
| 2003年 | 夏 | 6月15日  | |
| 2003年 | 冬 | 12月14日 | - アムステルダム - バーゼル間のICEの運行を開始。アムステルダム - ケルン間の昼行列車は全てICEとなる。 - リュブリャナ - ヴェネツィア間にペンドリーノによるユーロシティ「カサノヴァ」の運行を開始。                                                                  |
| 2004年 | 夏 | 6月13日  | - （ドイツ）ケルン/ボン空港駅開業。 |
| 2004年 | 冬 | 12月12日 | - （スイス）オルテン-ベルン間の高速新線開業。バーン2000計画第1段階がほぼ完了。 - （ドイツ）ケルン−ハンブルク間のメトロポリタン号が運転取りやめとなり、ICEスプリンターに置き換えられる。                                                                           |
| 2005年 | 夏 | 6月12日  | |
| 2005年 | -  | 11月15日 | - （スペイン）マドリード-トレド高速線開業。 |
| 2005年 | 冬 | 12月11日 | - チザルピーノ社による客車ユーロシティの運行を開始。 - （イタリア）ローマ-ナポリ高速線部分開業。 - （チェコ）スーパーシティの運行を本格化。 |
| 2006年 | 夏 | 5月28日  | - 2006 FIFAワールドカップ開催に伴う臨時列車を運転。 - （ドイツ）ベルリン中央駅開業。 - （ドイツ）ニュルンベルク-インゴルシュタット-ミュンヘン高速線開業。 - （ドイツ）インターレギオ全廃。                                                                        |
| 2006年 | 冬 | 12月10日 | - （ドイツ）ニュルンベルク-インゴルシュタット-ミュンヘン高速線全面開業。 - （オーストリア）RegionalExpress(RE)の種別を新設。 |
| 2007年 | 夏 | 6月10日  | - パリ - ストラスブール、シュトットガルト、ミュンヘン、ルクセンブルク市間などにTGVの運行を開始。パリ - フランクフルト・アム・マイン間にICEの運行を開始。 - （フランス）LGV東ヨーロッパ線開業。                                                                    |
| 2007年 | -  | 11月14日 | - （イギリス）ハイスピード1開業。 |
| 2007年 | 冬 | 12月9日  | - （ドイツ）夜行列車DBナハトツーク、UrlaubsExpressをシティナイトラインに統合。 - （スイス）レッチュベルクベーストンネル本格開業。 |
| 2007年 | 冬 | 12月23日 | - （スペイン）マドリード-バリャドリッド高速線開業。 |
| 2008年 | -  | 2月20日  | - （スペイン）マドリード-バルセロナ高速線全線開業。 |
| 2008年 | 夏 | 6月15日  | |
| 2008年 | 冬 | 12月14日 | - ミュンヘン - ウィーン - ブダペスト間でレイルジェットの運行を開始。 - （ベルギー）夜行列車全廃。 - （イタリア）ミラノ-ボローニャ高速線開業。 |
| 2009年 | 夏 | 6月14日  | - （ベルギー）ベルギー高速鉄道3号線での営業運転開始 |
| 2009年 | 冬 | 12月13日 | - チザルピーノ社解散。 - オリエント急行廃止。 - タリスの高速新線開業による経由変更 ドイツ方面はベルギー高速鉄道3号線、オランダ方面はベルギー高速鉄道4号線、オランダ南高速線をそれぞれ経由した運転を開始。 - （イタリア）トリノ-ミラノ高速線全線開業。             |
| 2009年 | 冬 | 12月18日 | - （ロシア） モスクワ - サンクトペテルブルク間でサプサンの運行を開始。 |

### 2010年代
| 年     | 季 | 改正日   | 主な内容 |
| ------ | -- | -------- | --- |
| 2010年 | 夏 | 6月13日  | |
| 2010年 | 冬 | 12月12日 | - ヘルシンキ - サンクトペテルブルク間に高速列車アレグロの運行を開始。 - （フランス）オー＝ビュジェ線改良によりパリ-ジュネーヴ間のTGVリリアの経路変更。 |
| 2010年 | 冬 | 12月19日 | - LGVペルピニャン-フィゲラス線の旅客営業開始。パリ - フィゲラス間でTGVを運転。 - （スペイン）マドリード-レヴァンテ（バレンシア）高速線開業。 |
| 2011年 | 夏 | 6月12日  | |
| 2011年 | 冬 | 9月26日  | - （チェコ）民間オペレータレギオジェットが同社として初のインターシティー列車を運行開始。。 |
| 2011年 | 冬 | 12月11日 | - LGVライン-ローヌ線一部開業によりパリ-チューリッヒ間のTGVリリアの経路変更。 - このダイヤ改正をもって国際列車のブランドアルテシアは廃止となり、代わってThello（セロまたはテッロ）社による最初の国際夜行列車がパリ - ベネチア間で運行開始 - （スペイン）オウレンセ-サンティアゴ・デ・コンポステーラ間の高速線開業。 - （オーストリア）ウィーン - ザルツブルク間に2階建電車によるヴェストバーン運行開始。 - （イタリア）列車種別Eurostar CityをFrecciabiancaに改称。             |
| 2012年 | 夏 | 6月10日  | - （イタリア）列車種別Eurostar Italy Alta Velocitàを車種に応じFrecciarossaとFrecciargentoに分離。 |
| 2012年 | 夏 | 6月17日  | - スペインでダイヤ改正。列車種別Diurnoを廃止。 |
| 2012年 | 冬 | 12月9日  | - アムステルダム - ブリュッセル間に高速列車フィーラの運行を開始。 - （イタリア）ETR460電車で在来線を運行する列車種別Eurostar ItalyをFrecciabiancaに、夜行の列車種別EspressoをInterCity Notteにそれぞれ統合。 |
| 2013年 | -  | 1月18日  | - （チェコ）民間オペレータレオエクスプレスが同社初のインターシティー列車をプラハ - オストラヴァ - ボーフミン間で正式運行開始。 |
| 2013年 | 夏 | 6月9日   | |
| 2013年 | 夏 | 6月18日  | - （スペイン）アルバセーテ-アリカンテ間の高速線開業。 |
| 2013年 | 夏 | 6月30日  | - スウェーデンでダイヤ改正。 |
| 2013年 | 冬 | 12月15日 | - TGV パリ - バルセロナ間 直通運転開始。 |
| 2014年 | 夏 | 6月15日  | - ギリシャが国際列車の運行を再開。 |
| 2014年 | -  | 9月29日  | - （スペイン）RENFE(レンフェ）の列車種別の再整理の結果、この日以降、列車種別アルコ（Alco)が消滅しインターシティーに変更された。 |
| 2014年 | 冬 | 12月14日 | - シティーナイトライン（CNL）パリ発着の一部列車が廃止。 - プラハ - ウィーン間のユーロシティーをレイルジェットに置き換え - Thello（セロまたはテッロ）社 ミラノ - マルセイユ間のユーロシティーを運行開始。 - アムステルダム - ブリュッセル間のインターシティーが復活。 - （オーストリア）ウィーン中央駅本格開業。 |
| 2015年 | 夏 | 6月14日  | |
| 2015年 | 夏 | 11月2日  | - この日をもって、コペンハーゲン発着のシティーナイトライン（CNL）がすべて廃止。 |
| 2015年 | 冬 | 12月13日 | - （ドイツ）エアフルト-ライプツィヒ/ハレ高速線の開業をうけてICEでダイヤ改正。フランクフルト - ベルリン間をエアフルト、ハレのみ停車という速達列車も設定される。 - （オーストリア）従来ウィーン西駅発着していた国内インターシティーの発着駅がウィーン中央駅に変更。 - （ポーランド）グディニャ - ポズナン、カトヴィツェ間のTLKサービス（ポーランド国内列車）のいくつかが、インターシティーにブランド変更された。 - （セルビア）ベオグラード - ソフィア間の日中の国際列車が復活。 |
| 2016年 | 夏 | 6月12日  | |
| 2016年 | 夏 | 7月3日   | - （フランス）LGV東ヨーロッパ線の第2期区間開業。 |
| 2016年 | 冬 | 12月11日 | - シティーナイトライン（CNL）の撤退に伴い、オーストリア連邦鉄道がナイトジェット（NJ）として継承、運行開始 |
| 2017年 | 夏 | 6月11日  | |
| 2017年 | 夏 | 7月1日   | - （フランス）LGV南ヨーロッパ大西洋線、LGVブルターニュ-ペイ・ド・ラ・ロワール線の2路線が開業 |
| 2017年 | 冬 | 12月10日 | - （スイス）ゴッタルドベーストンネル営業開始。 |
| 2018年 | 夏 | 4月4日   | - ロンドン発アムステルダム行 ユーロスター 定期運行開始 |
| 2018年 | 夏 | 6月10日  | |
| 2018年 | 冬 | 12月9日  | - ベルリン - ウィーン間の直通列車で、日中にICE、夜行列車でナイトジェット（NJ)がそれぞれ運行開始。 |
| 2019年 | 夏 | 6月9日   | |
| 2019年 | 冬 | 12月15日 | - 渡り鳥コースと呼ばれる、ドイツ〜デンマーク間の列車の航送が廃止 |

### 2020年代
ダイヤ改正日以外にも、主要な出来事の日程は可能な限り明記している
| 年     | 季 | 改正日   | 主な内容 |
| ------ | -- | -------- | --- |
| 2020年 | 夏 | 6月14日  | - コロナウイルス感染症拡大に伴い、予定されていたダイヤ改正は時期、規模ともに大幅に変更される模様。合わせて各国では、春以降続いていた運休から、徐々に運行再開へ。 |
| 2020年 | 夏 | 6月26日  | - コロナウイルス感染症拡大に伴い運転停止していたオーストリア連邦鉄道のナイトジェットが運転再開。 |
| 2020年 | 夏 | 6月30日  | - チェコの民間オペレータレギオジェットが同社初の国際寝台列車をプラハ – リエカ間で夏期限定で運転開始。 |
| 2020年 | 夏 | 7月5日   | - 民間オペレータRDCドイツがヴェスターランド – ザルツブルク間で国際夜行列車アルペン-ズィルト・ナイト・エクスプレスを夏期限定で運転開始。 |
| 2020年 | 夏 | 7月9日   | - ユーロスター アムステルダム発ロンドン行定期直通列車の運転を開始し、双方向での定期直通運転が実現。 |
| 2020年 | 夏 | 7月31日  | - チェコの民間オペレータレギオジェットがプラハ – ブルノ – ウィーン – ブダペスト間で一日2便の国際列車の運行を開始。 |
| 2020年 | 冬 | 12月13日 | - ミュンヘン〜リンダウ〜チューリヒ間にＥＴＲ６１０型電車によるユーロシティーが運転開始 - （スイス）スイスの鉄道会社SOB（英語版）がゴッタルド線でトレノ・ゴッタルド（Treno Gottardo）という新サービスを通年で開始 - （チェコ）プラハ – プシェミシル（ポーランド）との国際列車が新設 |
| 2021年 | 夏 | 4月16日  | - （フランス）パリ – ニース間で夜行列車が復活 |
| 2021年 | 夏 | 5月24日  | - オーストリア連邦鉄道のナイトジェットがアムステルダム – ウィーン間で運行開始。そのほか、コロナウィルス感染症拡大防止のために運転停止されていた他のナイトジェットサービスはじめ、ドイツ、イタリア、チェコ発着の定期列車も運転再開。 |
| 2021年 | 冬 | 12月12日 | - オーストリア連邦鉄道のナイトジェットがパリ – ウィーン間、アムステルダム – フランクフルト – チューリヒ間で運行開始 - （ドイツ）ケルン – ベルリン、ミュンヘンの両ビジネス路線でICE Sprinter（ICEの中でも停車駅の少ない便）が最速列車の所要時間が4時間を切るダイヤに - （ドイツ）ドレスデン – ベルリン、ハンブルクへの直通列車の一部、ベルリンとライン・ルール地域を結ぶ既存列車にICEが導入 - （ドイツ/オーストリア）レイルジェット（Railjet）で、フランクフルト – ブレゲンツ（Bregenz） – ウィーンというルートが新設 |
| 2021年 | 冬 | 12月18日 | - パリ – ミラノ間でトレニタリアのフレッチャロッサ１０００（形式としてはＥＴＲ４００）が運転開始。 |
| 2021年 | 冬 | 12月21日 | - スペインの高速新線、ペドラルバ・デ・ラ・プラデリア（Pedralba de la Pradería） – タボアデラ（Taboadela）間１０４Kmが開業。それをうけてダイヤ改正を実施。 |